# Labrobius investigans
Labrobius investigans är en mångfotingart som beskrevs av Chamberlin 1938. Labrobius investigans ingår i släktet Labrobius och familjen stenkrypare. Inga underarter finns listade i Catalogue of Life.